# Tetětice (Bezděkov)
Tetětice jsou malá vesnice, část obce Bezděkov v okrese Klatovy v Plzeňském kraji. Nachází se asi 3,5 kilometru severozápadně od Bezděkova. Je zde evidováno 17 adres. V roce 2011 zde trvale žilo 32 obyvatel.
Tetětice leží v katastrálním území Tetětice u Bezděkova o rozloze 1,51 km².

## Historie
První písemná zmínka o vesnici pochází z roku 1331.

## Obyvatelstvo
| Rok            | 1869 | 1880 | 1890 | 1900 | 1910 | 1921 | 1930 | 1950 | 1961 | 1970 | 1980 | 1991 | 2001 | 2011 | 2021 |
| -------------- | ---- | ---- | ---- | ---- | ---- | ---- | ---- | ---- | ---- | ---- | ---- | ---- | ---- | ---- | ---- |
| Počet obyvatel | 134  | 142  | 145  | 157  | 128  | 121  | 108  | 73   | 57   | 53   | 43   | 33   | 30   | 32   | 29   |
| Počet domů     | 22   | 22   | 22   | 20   | 20   | 20   | 21   | 19   | 15   | 14   | 14   | 17   | 16   | 17   | 18   |

## Obecní správa
Při sčítání lidu v letech 1850–1962 Tetětice byly samostatnou obcí v okrese Klatovy. Od roku 1963 jsou částí obce Bezděkov v okrese Klatovy.

## Pamětihodnosti
- Barokní tetětický zámek nechal po roce 1713 postavit František Albrecht Hrobčický. Roku 1730 se malé tetětické panství stalo majetkem Františka Antonína Campanova z Rösselfeldu a po něm se vystřídala řada dalších majitelů.[10]
- Venkovská usedlost čp. 22
- Sýpka u čp. 15
- Kapli svatého Isidora nechal postavit v roce 1722 František Albrecht Hrobčický.[10] V roce 1793 ji stavebně upravil další majitel Jiří Schramm. Tehdy v ní byly tři oltáře, které byly zasvěceny svatému Isidorovi, svatému Vojtěchovi a svatému Janu Nepomuckému.

## Fotogalerie

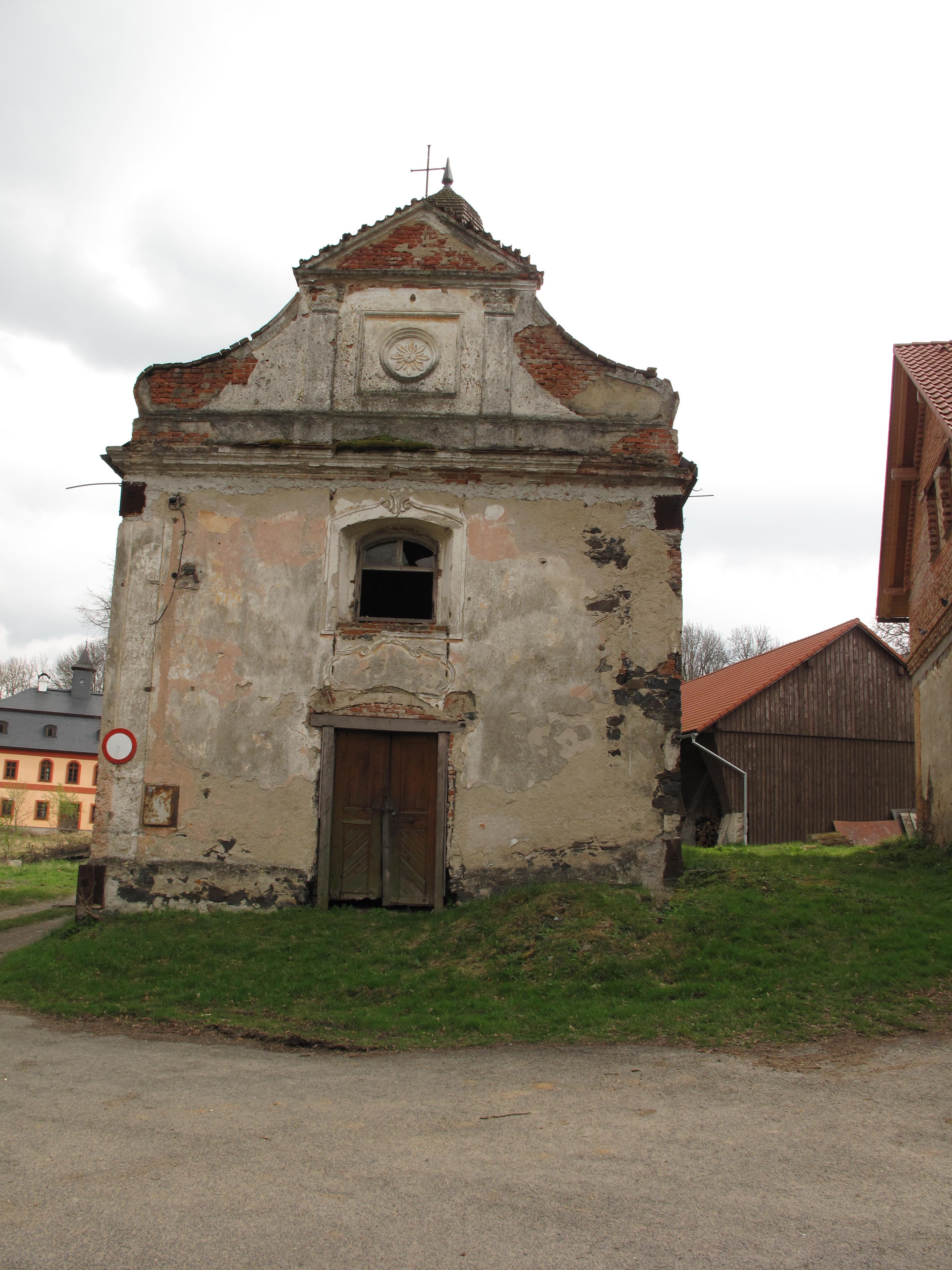
Kaple (2017)
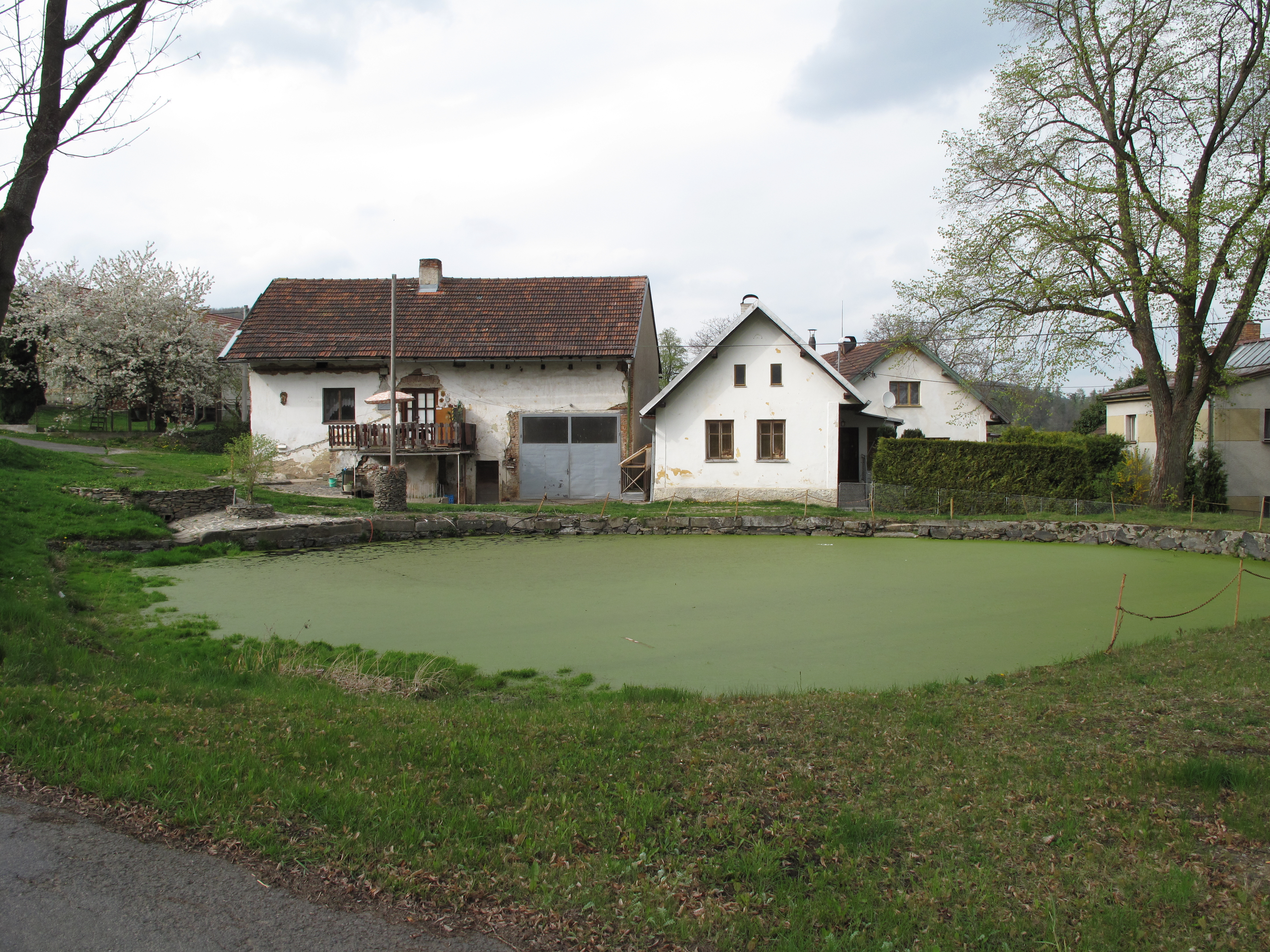
Rybník
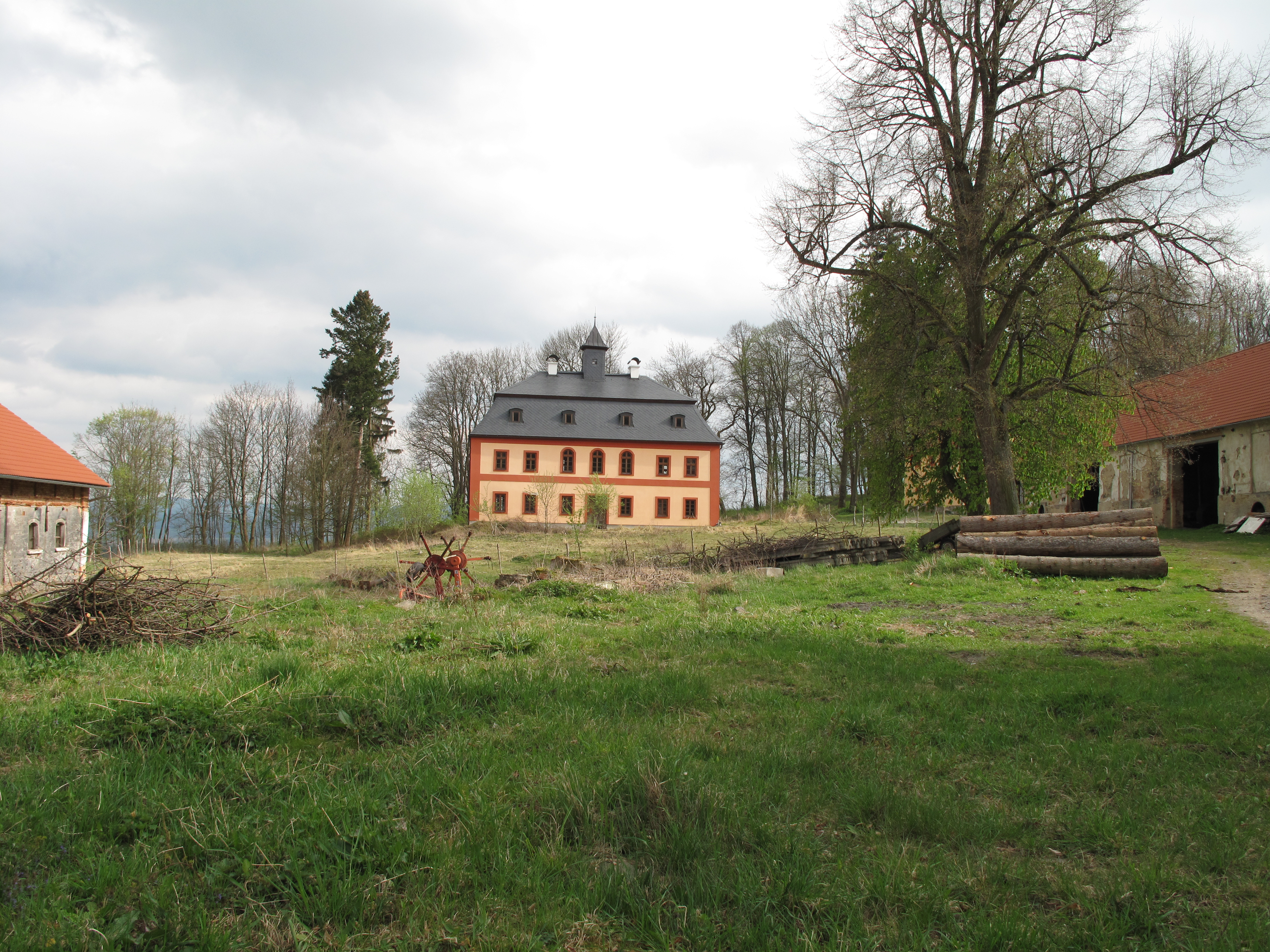
Tetětický zámek